# Sinologia
La sinologia (in cinese 中国学 Zhong guo xue, "lo studio della Cina") è quell'insieme di studi e ricerche che riguarda la cultura cinese nei suoi vari aspetti e nelle varie epoche storiche.

## Origine del termine
Il termine sinologia fu coniato intorno al 1838. Il morfema « sino- » deriva dal latino Sinae, dal greco Sinae e dall'arabo Sin che a sua volta deriverebbe da Qin (dinastia Qin).

## Attività di studio
I campi disciplinari sono quelli delle lingue (varietà moderne e antiche), delle letterature, della storia delle religioni, della storia del pensiero filosofico, giuridico, scientifico e della storia (anche artistica) del mondo cinese nel suo complesso, compresi i rapporti con popolazioni e culture vicine (tibetana, mongola, coreana, giapponese).

## Sinologia giapponese
In Giappone, la sinologia era conosciuta come kangaku (漢学) "studi Han". Era contrario al kokugaku, lo studio del Giappone, e Yōgaku o Rangaku, lo studio dell'Occidente o dei Paesi Bassi. Si distingue dalla sinologia occidentale e moderna.

## Sinologia cinese
Nella Cina moderna, gli studi sulle materie legate alla Cina sono noti come "studi nazionali" (cinese semplificato: 国学; cinese tradizionale: 國學; pinyin: Guóxué; Wade–Giles: Kuo2-hsüeh2), e la sinologia straniera è tradotta come "studi nazionali" (cinese semplificato: 汉学; cinese tradizionale: 漢學; pinyin: Hànxué; Wade–Giles: Han4-hsüeh2).

## Sinologia occidentale

### Dall'inizio al XVII secolo
I primi occidentali noti per aver studiato il cinese in numero significativo furono missionari portoghesi, spagnoli e italiani del XVI secolo, tutti dell'Ordine Domenicano o della Compagnia di Gesù (Gesuiti), che cercavano di diffondere il cristianesimo cattolico tra il popolo cinese. Una delle prime missioni domenicane spagnole a Manila gestiva una tipografia e tra il 1593 e il 1607 produsse quattro opere sulla dottrina cattolica per la comunità di immigrati cinesi, tre in cinese classico e una in un misto di cinese classico e hokkien vernacolare.
I successi domenicani tra la diaspora cinese furono minori rispetto al successo dei gesuiti nella Cina continentale, guidati dal famoso pioniere Matteo Ricci. Ricci giunse a Canton (l'odierna Guangzhou) nel 1583 e trascorse il resto della sua vita in Cina. A differenza della maggior parte dei suoi predecessori e contemporanei, Ricci non vedeva i cinesi come "pagani idolatri", ma li vedeva come "letterati dalla mentalità simile avvicinabili a livello di apprendimento". Ha studiato i classici cinesi confuciani, proprio come studiosi cinesi istruiti, al fine di presentare la dottrina cattolica e la cultura europea ai letterati cinesi nella loro lingua.

### XVIII secolo
Durante l'Età dell'Illuminismo, i sinologi iniziarono a introdurre in Occidente la filosofia, l'etica, il sistema legale e l'estetica cinesi. Sebbene spesso non scientifiche e incomplete, le loro opere hanno ispirato lo sviluppo delle cineserie e una serie di dibattiti che confrontano la cultura cinese e quella occidentale. A quel tempo, i sinologi descrivevano spesso la Cina come un regno illuminato, paragonandolo all'Europa, appena uscita dal Medioevo. Tra i letterati europei interessati alla Cina c'erano Voltaire, che scrisse la commedia L'orphelin de la Chine ispirata a L'orfano della famiglia Zhao, Leibniz che scrisse la sua famosa Novissima Sinica (Notizie dalla Cina) e Giambattista Vico.
Poiché i testi cinesi non avevano alcun legame importante con i temi europei più importanti (come la Bibbia), furono studiati a malapena dalle università europee fino al 1860 circa. Un'eccezione fu la Francia, dove gli studi cinesi furono resi popolari grazie agli sforzi di Luigi XIV. Nel 1711 incaricò un giovane cinese, Arcadio Huang, di catalogare la collezione reale di testi cinesi. Huang fu assistito da Étienne Fourmont, che pubblicò una grammatica del cinese nel 1742.

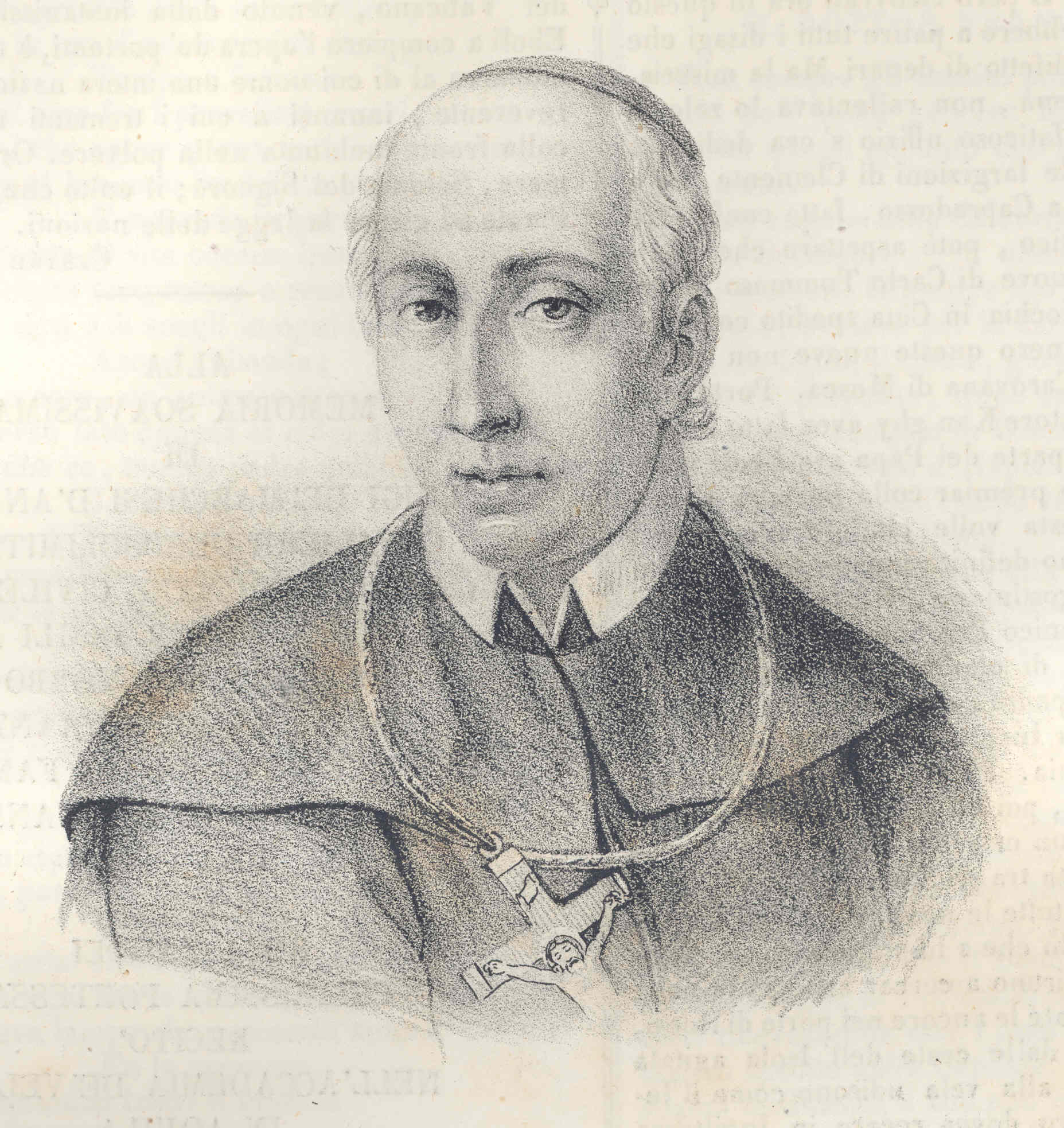
Ritratto di Matteo Ripa - autore sconosciuto, da Poliormama Pittoresco 1839, incisione da disegno

Nel 1732 un sacerdote missionario della Sacra Congregazione "De propaganda fide" del Regno di Napoli, Matteo Ripa (1692–1746), creò a Napoli la prima Scuola Sinologica del Continente Europeo: l'"Istituto Cinese", primo nucleo di quella che sarebbe diventata l'odierna Università degli studi di Napoli "L'Orientale". Ripa aveva lavorato come pittore e incisore su rame presso la corte imperiale dell'imperatore Kangxi tra il 1711 e il 1723. Ripa tornò a Napoli dalla Cina con quattro giovani cristiani cinesi, tutti insegnanti della loro lingua madre e formò l'Istituto sancito da Papa Clemente XII per insegnare il cinese ai missionari e promuovere così la propagazione del cristianesimo in Cina.

### XIX secolo

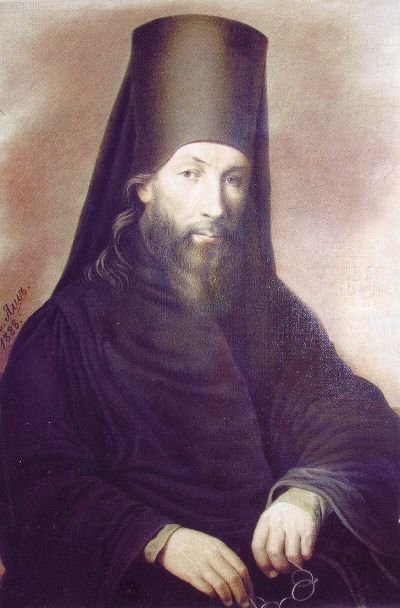
Iakinf Bičurin

Nel 1814 fu fondata una cattedra di cinese e manciù al Collège de France. Jean-Pierre Abel-Rémusat, che ha imparato da solo il cinese, ha ricoperto la carica, diventando il primo professore di cinese in Europa. A quel punto il primo sinologo russo, Iakinf Bičurin, viveva a Pechino da dieci anni. Le controparti di Abel-Rémusat in Inghilterra e Germania furono rispettivamente Samuel Kidd (1799–1843) e Wilhelm Schott (1807–1889), sebbene i primi importanti sinologi secolari in questi due paesi furono James Legge e Hans Georg Conon von der Gabelentz. Nel 1878 fu creata presso l'Università di Lipsia una cattedra di lingue dell'Estremo Oriente, la prima del suo genere nel mondo di lingua tedesca, con von der Gabelentz che assunse la carica. Studiosi come Legge spesso facevano affidamento sul lavoro di studiosi di etnia cinese come Wang Tao.
Stanislas Julien servì come cattedra di cinese al Collège de France per oltre 40 anni, iniziando i suoi studi con Rémusat e succedendogli nel 1833. Si distinse per le sue traduzioni non solo di testi classici ma anche di opere di letteratura volgare, e per le sue conoscenza del Manciù. Édouard Chavannes successe alla carica dopo la morte del marchese d'Hervey-Saint-Denys nel 1893. Chavannes perseguì ampi interessi nella storia e nella lingua.
L'immagine della Cina come società essenzialmente confuciana trasmessa dagli studiosi gesuiti dominava il pensiero occidentale in questi tempi. Mentre alcuni in Europa hanno imparato a parlare cinese, la maggior parte ha studiato il cinese classico scritto. Questi studiosi erano in quella che viene chiamata la "tradizione commentaria" attraverso la traduzione annotata critica. Questa enfasi sulla traduzione di testi classici ha inibito l'uso della metodologia delle scienze sociali o il confronto di questi testi di altre tradizioni. Uno studioso ha descritto questo tipo di sinologia come "spaccatura filologica" preoccupata di aspetti marginali o curiosi. Gli studiosi secolari arrivarono gradualmente a superare i missionari e nel XX secolo la sinologia guadagnò lentamente una presenza sostanziale nelle università occidentali.

### XX secolo
Il tipo di sinologia con sede a Parigi ha dominato l'apprendimento della Cina fino alla seconda guerra mondiale anche al di fuori della Francia. Paul Pelliot, Henri Maspero e Marcel Granet hanno entrambi pubblicato studi di base e formato studenti. La conoscenza di Pelliot delle lingue rilevanti, in particolare quelle dell'Asia centrale, e il controllo della bibliografia in quelle lingue, gli hanno dato il potere di scrivere su una vasta gamma di argomenti e di criticare in modo schiacciante gli errori di altri studiosi. Maspero ha ampliato l'ambito della sinologia dal confucianesimo per includere il taoismo, il buddismo e la religione popolare, nonché l'arte, la mitologia e la storia della scienza. Il contributo di Granet è stato quello di applicare i concetti di Emile Durkheim, un sociologo pioniere, alla società dell'antica Cina, in particolare alla famiglia e al rito.
La scuola russa di sinologia si concentrava principalmente sull'apprendimento dei testi cinesi classici. Ad esempio, il contributo del sinologo russo Julian Shchutsky è stato particolarmente prezioso. La migliore traduzione completa dell'I Ching (Libro dei Mutamenti) è stata fatta da Shchutsky nel 1937. Successivamente la sua traduzione è stata tradotta in inglese e in altre lingue europee.
Dopo l'istituzione della Repubblica popolare cinese nel 1949, lo studio della Cina si è sviluppato lungo linee divergenti. L'ascesa degli studi di area, il ruolo degli osservatori della Cina e la crescita dei corsi di laurea universitari ha cambiato il ruolo della sinologia. I finanziamenti per gli studi cinesi e taiwanesi possono provenire da una varietà di fonti; una fonte importante è la Fondazione Chiang Ching-kuo.
L'approccio degli studi di area, specialmente negli Stati Uniti, ha sfidato il predominio della sinologia classica. Studiosi come John King Fairbank hanno promosso lo "studio della Cina all'interno di una disciplina", un approccio che ha minimizzato il ruolo della sinologia filologica e si è concentrato su questioni di storia e scienze sociali.
Uno dei primi studiosi americani della Cina della guerra fredda e delle relazioni sino-americane fu Tang Tsou dell'Università di Chicago. Tsou ha sottolineato l'importanza dell'obiettività accademica in generale e della sinologia in particolare, sottolineando che lo scambio intellettuale e accademico tra Cina e Occidente era l'unico modo per entrambe le parti di giungere a una maggiore comprensione reciproca.
Nel 1964 uno scambio sulle pagine del Journal of Asian Studies discusse la continua rilevanza della sinologia. L'antropologo G. William Skinner ha chiesto alle scienze sociali di fare un uso maggiore della Cina, ma ha scritto "Negli ultimi anni si è alzato il grido: la sinologia è morta; lunga vita agli studi cinesi!" e ha concluso che "la sinologia, una disciplina a sé stante, viene sostituita dagli studi cinesi, uno sforzo multidisciplinare con obiettivi di ricerca specifici". Joseph Levenson, uno storico, è andato oltre. Dubitava che la sinologia fosse uno strumento che gli scienziati sociali avrebbero ancora trovato utile, mentre un altro storico, Benjamin I. Schwartz, invece, ha risposto che le discipline sono state troppo spesso trattate come fini a se stesse. La sinologia aveva i suoi sostenitori. Frederick W. Mote, uno specialista della Cina tradizionale, rispondendo a Skinner, ha parlato a favore della sinologia, che vedeva come un campo o una disciplina a sé stante. Un altro specialista della Cina tradizionale, Denis Twitchett, in risposta all'andirivieni di questo dibattito, ha emesso quello che ha chiamato "A Lone Cheer for Sinology". Non ha accettato il presupposto che ci sia "una certa ostilità implicita tra la 'sinologia' e le discipline della storia e delle scienze sociali". La sinologia, ha continuato, è usata in una gamma troppo ampia di significati per essere così ristretta:
A un estremo è usato per caratterizzare una caricatura piuttosto ridicola composta di pedanteria e preoccupazione per argomenti periferici e preziosi di scarso significato generale... All'altro estremo, la definizione usata dal Prof. Mote è così ampia e onnicomprensiva come per intendere poco più degli studi umanistici in campo cinese.
Durante la guerra fredda, i China Watchers (ossia persone che riferiscono sulla politica della Repubblica popolare cinese per il consumo occidentale, detti anche pechinologi) si concentravano a Hong Kong, in particolare funzionari o giornalisti del governo americano. La sfiducia reciproca tra Stati Uniti e Cina e il divieto di viaggiare tra i paesi hanno impedito loro di accedere a conferenze stampa o interviste. Hanno quindi adottato tecniche della Cremlinologia (lo studio e l'analisi della politica e delle politiche dell'Unione Sovietica), come l'analisi ravvicinata di annunci ufficiali per significati nascosti, movimenti di funzionari riportati sui giornali e analisi di fotografie di apparizioni pubbliche. Ma negli anni successivi all'apertura della Cina, gli osservatori della Cina possono vivere in Cina e sfruttare le normali fonti di informazione.
Verso la fine del secolo, molti di coloro che studiavano professionalmente la Cina chiedevano di porre fine alla scissione tra sinologia e discipline. Lo studioso australiano Geremie Barmé, ad esempio, suggerisce una "Nuova sinologia", che "sottolinei i forti fondamenti scolastici nella lingua e negli studi cinesi sia classici che moderni, incoraggiando allo stesso tempo un atteggiamento ecumenico nei confronti di una ricca varietà di approcci e discipline, siano essi principalmente empirici o più teoricamente declinati".

## Esempi di sinologi del mondo[15][34]

### Australia
- Rafe de Crespigny
- Charles Patrick Fitzgerald
- Colin Mackerras
- Robert Henry Mathews
- John Minford
- Pierre Ryckmans
- Yingjie Guo
- Kevin Rudd

### Austria
- Michael Prochazka

### Belgio
- Simon Leys
- Roel Sterckx (nato nel 1969)
- Antoine Thomas
- Ferdinand Verbiest

### Bulgaria
- Snežina Gogova

### Canada
- Timothy Brook
- Charles Burton
- Jerome Ch'en (nato nel 1919)
- Edwin G. Pulleyblank
- Michael Szonyi
- Chia-ying Yeh

### Cina
- James Dyer Ball (1847-1919)
- Yuen Ren Chao
- C. T. Hsia
- Huang Xianfan
- D. C. Lau
- Li Xueqin
- Rao Zongyi
- Qian Mu
- Qiu Xigui
- Wang Li, linguista
- Wang Tao, archeologo
- Wang Zhongshu
- Xia Nai
- Yang Bojun

### Repubblica Ceca
- Gustav Haloun (1898–1951)
- Jaroslav Průšek (1906–1980)

### Estonia
- Linnart Mäll

### Francia
- Jean-Baptiste Du Halde (1674–1743)
- Arcadio Huang (1679–1717)
- Étienne Fourmont (1683–1745)
- Jean Denis Attiret (1702–1768)
- Jean Joseph Marie Amiot (1718–1793)
- Jean-Pierre Abel-Rémusat (1788–1832)
- Stanislas Julien (1797–1873)
- Séraphin Couvreur (1835–1919)
- Léopold de Saussure (1886–1925)
- Léon Wieger (1956–1933)
- Édouard Chavannes (1865–1918)
- Paul Pelliot (1878–1945)
- Victor Segalen (1878–1919)
- Henri Maspero (1883–1945)
- Paul Demiéville
- Marcel Granet (1884–1940)
- Jean Escarra (1885–1955)
- René Grousset (1885–1952)
- Étienne Balazs (1905–1963)
- Jacques Gernet (1921-2018)
- Jean-Pierre Drège (1946)
- François Jullien (1951)
- Anne Cheng (1955)
- David Gosset (1970)
- Corinne Debaine-Francfort
- Michel Soymié (1924–2002)
- Joël Bellassen (1950)

### Germania
- Hans Georg Conon von der Gabelentz (1807–1874)
- Herbert Franke (1914–2011)
- Otto Franke (1863–1946)
- Wolfgang Franke (1912–2007)
- Emil Krebs (1867–1930)
- Yu-chien Kuan (1931–2018)
- Wolfgang Kubin (1945)
- Walter Liebenthal (1886–1982)
- Klaus Mühlhahn (1963)
- Christian Schwarz-Schilling (nato nel 1930)
- Erling von Mende (1940)
- Rudolf G. Wagner (1941)
- Richard Wilhelm (1873–1930)

### Grecia
- Dimitri Kitsikis

### Ungheria
- Ákos Bertalan Apatóczky (nato nel 1974)
- Étienne Balazs (1905–1963)
- Imre Galambos (nato nel 1967)
- Imre Hamar (nato nel 1968)
- László Ladány (1914–1990)
- Lajos Magyar (1891–1940)
- Gábor Kósa (1971)
- Zsolt Tokaji (1971)

### India
- Tan Yun-Shan (1898-1983)
- Tan Chung
- Yukteshwar Kumar
- B R Deepak
- Prabodh Chandra Bagchi
- Srikanth Kondapalli
- Jaideep Saikia

### Irlanda
- Sean Hurley

### Italia
- Martino Martini (1614–1661)
- Matteo Ricci (1552–1610)
- Michele Ruggieri (1543–1607)
- Giuseppe Tucci (1894–1984)
- Mario Sabattini (1944–2017)
- Giada Messetti (1981–)

### Giappone
- Masaru Aoki 靑木正兒 (1887–1964)
- Tetsuji Morohashi 諸橋轍次 (1883–1982)
- A. Charles Muller
- D. T. Suzuki 鈴木大拙 (1870–1966)
- Takakusu Junjirō 高楠順次郎 (1866–1945)
- Kōjirō Yoshikawa 吉川幸次郎; (1904–1980)
- Yoshimi Takeuchi 竹內好 (1910–1977)
- Naitō Torajirō 內藤虎次郎 (1866–1934)
- Fukui Fumimasa 福井文雅 (1934–2017)

### Kazakistan
- Yury Zuev (1932–2006)

### Moldavia
- Nicolae Milescu

### Paesi Bassi
- J.J.L. Duyvendak (1889–1954)
- Jan Jakob Maria de Groot (1854–1921)
- Robert van Gulik (1910–1967)
- Hans van de Ven

### Nuova Zelanda
- Rewi Alley

### Norvegia
- Henry Henne (1918–2002)

### Polonia
- Michał Boym

### Portogallo
- Gaspar da Cruz (c.1520–1570)
- Bento de Góis (c.1562–1607)

### Filippine
- Alfredo Co

### Russia
- Nikita Jakovlevič Bičurin (1775–1853)
- Pëtr Ivanovič Kafarov (1817–1878)
- Evgenij Ivanovič Kyčanov (1932–2013)
- Peter A. Boodberg (1903–1972)
- Julijan Ščuckij (1897–1938)
- Vasilij Michajlovič Alekseev (1881–1951)
- Nikolaj Iosifovič Konrad (1891–1970)
- Nikolaj Fëdorenko (1912–2000)
- Vjačeslav Rybakov (1954)

### Singapore
- Wang Gungwu

### Slovenia
- Jana S. Rošker
- Mitja Saje

### Spagna
- Miguel de Benavides (c. 1552–1605)
- Juan Cobo (cinese: 高母羨; pinyin: Gāo Mǔxiàn) (c. 1546–1592)
- Carmelo Elorduy (1901–1989)
- Juan González de Mendoza (c. 1540–1617)Sweden
- Göran Malmqvist (cinese simplificato: 马悅然; cinese tradizionale: 馬悅然; pinyin: Mǎ Yuèrán)
- Johan Gunnar Andersson
- Bernhard Karlgren (cinese simplificato 高本汉; cinese tradizionale: 高本漢; pinyin: Gāo Běnhàn) (1889–1978)

### Svizzera
- Jean François Billeter
- Léopold de Saussure (1866–1925)

### Thailandia
- Theraphan Luangthongkum

### Turchia
- 'Ali Akbar Khata'i

### Regno Unito
- Edmund Backhouse (1873–1944)
- Frederick W. Baller
- Robert Bickers
- Derek Bryan (1910–2003)
- Craig Clunas
- Evangeline Edwards (1888–1957)
- Mark Elvin
- Bernhard Fuehrer
- Herbert Giles (1845–1935)
- Lionel Giles (1875–1958)
- A.C. Graham (1919–1991)
- Henrietta Harrison (nato nel 1967)
- David Hawkes (1923–2009)
- Michel Hockx
- Reginald Johnston (1874–1938)
- Gregory B. Lee
- James Legge (1815–1897)
- Michael Loewe
- Roderick MacFarquhar
- Oliver J. Moore
- Joseph Needham (1900–1995)
- Jessica Rawson (nato nel 1943)
- William Edward Soothill (1861–1935)
- Michael Sullivan (nato nel 1916)
- James Summers (1828-1891)
- Tian Yuan Tan
- Paul Thompson (1931–2007)
- Denis C. Twitchett (1925–2006)
- Thomas Francis Wade (1818–1895)
- Andrew West (nato nel 1960)
- Arthur Waley (1889–1966)
- Helen Wang
- Susan Whitfield
- Endymion Wilkinson (nato nel 1941)
- Frances Wood
- Edward Harper Parker (1849-1926)

### Stati Uniti
- William Alford
- Sarah Allan
- Robert Ashmore
- Wm. Theodore de Bary
- Timothy Brook
- Derk Bodde (1909–2003)
- James Cahill
- Wing-tsit Chan (1901–1994)
- Kang-i Sun Chang
- Kwang-chih Chang
- Jonathan Chaves
- Anthony E. Clark
- Jerome Cohen
- Herlee G. Creel (1905–1994)
- Pamela Kyle Crossley
- John DeFrancis (1911–2009)
- Edward L. Dreyer (1940–2007)
- Prasenjit Duara
- Homer H. Dubs
- Mark Elliott
- Mark Elvin
- Joseph Esherick
- John K. Fairbank (1907–1991)
- Courtenay Hughes Fenn
- Henry Courtenay Fenn
- Joshua Fogel
- Gail Hershatter
- David Hinton
- Dale Hoiberg
- Cho-yun Hsu
- Immanuel C.Y. Hsu (1923–2005)
- Ray Huang (Huang Renyu) (1918–2000)
- William Hung (Hong Ye)
- Charles Hucker
- David Keightley
- George A. Kennedy
- David R. Knechtges
- Owen Lattimore
- Mark Edward Lewis
- Li Feng
- Paul Linebarger
- E. Perry Link
- Victor Mair
- Susan L. Mann
- Emily Martin
- Thomas Metzger
- Frederick W. Mote
- Jerry Norman (1936–2012)
- David Nivison
- Stephen Owen
- Peter C. Perdue
- Elizabeth J. Perry
- Andrew H. Plaks
- Carlos Rojas
- Edward H. Schafer
- Stuart R. Schram
- Sidney Shapiro
- Edward L. Shaughnessy
- Nathan Sivin
- Jonathan Spence
- Richard B. Stamps
- Hugh Stimson (1931–2011)
- Laurence Thompson
- Tsien Tsuen-hsuin (T.H. Tsien)
- Tu Wei-ming
- Frederic Wakeman (1937–2006)
- Joanna Waley-Cohen
- Burton Watson
- Stephen H. West
- C. Martin Wilbur
- Karl August Wittfogel (1896–1988)
- R. Bin Wong
- Timothy C. Wong
- Arthur F. Wright (1913–1976)
- Mary C. Wright (1917–1970)
- Yang Lien-sheng(1914–1990)
- Yu Ying-shih (1930–2021)
- Ernest P. Young

### Venezuela
- Alfredo Toro Hardy (nato nel 1950)